# Ballay
Ballay és un municipi francès situat al departament de les Ardenes i a la regió del Gran Est. L'any 2007 tenia 242 habitants.

## Demografia

### Població
El 2007 la població de fet de Ballay era de 242 persones. Hi havia 108 famílies de les quals 36 eren unipersonals (16 homes vivint sols i 20 dones vivint soles), 32 parelles sense fills, 36 parelles amb fills i 4 famílies monoparentals amb fills.
La població ha evolucionat segons el següent gràfic:
Habitants censats

### Habitatges
El 2007 hi havia 124 habitatges, 106 eren l'habitatge principal de la família, 7 eren segones residències i 10 estaven desocupats. 121 eren cases i 3 eren apartaments. Dels 106 habitatges principals, 99 estaven ocupats pels seus propietaris, 5 estaven llogats i ocupats pels llogaters i 3 estaven cedits a títol gratuït; 4 tenien dues cambres, 13 en tenien tres, 22 en tenien quatre i 68 en tenien cinc o més. 74 habitatges disposaven pel capbaix d'una plaça de pàrquing. A 53 habitatges hi havia un automòbil i a 39 n'hi havia dos o més.

### Piràmide de població
La piràmide de població per edats i sexe el 2009 era:
| Homes | Edats   | Dones |
| ----- | ------- | ----- |
| 0     | 95 o +  | 0     |
| 0     | 90 a 94 | 0     |
| 0     | 85 a 89 | 4     |
| 4     | 80 a 84 | 0     |
| 4     | 75 a 79 | 8     |
| 4     | 70 a 74 | 16    |
| 4     | 65 a 69 | 4     |
| 4     | 60 a 64 | 8     |
| 8     | 55 a 59 | 8     |
| 12    | 50 a 54 | 12    |
| 8     | 45 a 49 | 4     |
| 12    | 40 a 44 | 16    |
| 8     | 35 a 39 | 8     |
| 8     | 30 a 34 | 8     |
| 0     | 25 a 29 | 8     |
| 12    | 20 a 24 | 8     |
| 8     | 15 a 19 | 12    |
| 8     | 10 a 14 | 8     |
| 4     | 5 a 9   | 12    |
| 0     | 0 a 4   | 0     |

## Economia
El 2007 la població en edat de treballar era de 155 persones, 112 eren actives i 43 eren inactives. De les 112 persones actives 104 estaven ocupades (62 homes i 42 dones) i 8 estaven aturades (6 homes i 2 dones). De les 43 persones inactives 16 estaven jubilades, 8 estaven estudiant i 19 estaven classificades com a «altres inactius».

### Ingressos
El 2009 a Ballay hi havia 106 unitats fiscals que integraven 247 persones, la mediana anual d'ingressos fiscals per persona era de 15.449 €.

### Activitats econòmiques
Dels 11 establiments que hi havia el 2007, 3 eren d'empreses extractives, 1 d'una empresa de fabricació d'altres productes industrials, 3 d'empreses de construcció, 1 d'una empresa de serveis, 1 d'una entitat de l'administració pública i 2 d'empreses classificades com a «altres activitats de serveis».
Dels 3 establiments de servei als particulars que hi havia el 2009, 1 era una fusteria i 2 perruqueries.
L'any 2000 a Ballay hi havia 6 explotacions agrícoles.

## Equipaments sanitaris i escolars
El 2009 hi havia una escola elemental integrada dins d'un grup escolar amb les comunes properes formant una escola dispersa.

## Poblacions més properes
El següent diagrama mostra les poblacions més properes.